# Cheilosia bergenstammi
Cheilosia bergenstammi es una especie de sírfido. Se distribuyen por Europa.